# Eriborus sinicus
Eriborus sinicus là một loài tò vò trong họ Ichneumonidae.